# Powrócisz tu
Powrócisz tu – singel Ireny Santor wydany w 1967 przez wytwórnię Polskie Nagrania „Muza”. Utwór promował longplay o takim samym tytule. Autorem tekstu jest Janusz Kondratowicz, zaś muzyki Piotr Figiel.
W 1970 r. utwór został wydany ponownie na pocztówce dźwiękowej Redom, natomiast w 1996 singel promował płytę Duety, a kompozycję wraz z Ireną Santor wykonała m.in. Violetta Villas, Edyta Górniak, Anna Maria Jopek czy Magda Umer.

## Lista utworów
1. „Powrócisz tu” – 3:50[5]